# I skuggan av giljotinen
I skuggan av giljotinen (engelska: A Tale of Two Cities) är en amerikansk romantisk dramafilm från 1935 i regi av Jack Conway. Filmen är baserad på Charles Dickens historiska roman Två städer från 1859. I huvudrollerna ses Ronald Colman, Donald Woods och Elizabeth Allan, i övriga roller märks Reginald Owen, Basil Rathbone, Claude Gillingwater, Edna May Oliver samt Blanche Yurka. 

## Rollista i urval
- Ronald Colman – Sydney Carton
- Elizabeth Allan – Lucie Manette
- Edna May Oliver – Miss Pross
- Reginald Owen – C.J. Stryver
- Basil Rathbone – Markis de St. Evremonde
- Blanche Yurka – Madame Therese Defarge
- Henry B. Walthall – Dr. Alexandre Manette
- Donald Woods – Charles Darnay
- Walter Catlett – John Barsad
- Fritz Leiber – Gaspard
- H. B. Warner – Theophile Gabelle
- Mitchell Lewis – Ernest Defarge
- Claude Gillingwater – Jarvis Lorry
- Billy Bevan – Jerry Cruncher
- Isabel Jewell – sömmerskan
- Lucille La Verne - The Vengeance
- Tully Marshall – timmerhuggare
- Fay Chaldecott – Lucie Darnay
- Eily Malyon – Mrs. Cruncher
- E. E. Clive – domare, Old Bailey
- Lawrence Grant – åklagare
- Robert Warwick – domare
- Ralf Harolde – åklagare
- John Davidson – Morveau
- Tom Ricketts – Tellson, Jr.
- Donald Haines – Jerry Cruncher, Jr.
- Barlowe Borland – Jacques